# Oberon (vệ tinh)
Oberon /ˈoʊbərɒn/, còn gọi là Uranus IV là vệ tinh lớn và nằm phía ngoài cùng trong nhóm vệ tinh chính của Sao Thiên Vương. Đây là vệ tinh lớn và nặng thứ hai của Sao Thiên Vương, là vệ tinh nặng thứ 9 và là vật thể nặng thứ 21 trong Hệ Mặt Trời. Vệ tinh này do William Herschel phát hiện năm 1787, Oberon được đặt tên theo một nhân vật trong tác phẩm của Shakespeare Giấc mộng đêm hè. Một phần quỹ đạo của nó nằm phía ngoài từ quyển của Sao Thiên Vương.
Oberon có khả năng là được hình thành từ đĩa bồi tụ bao quanh Sao Thiên Vương ngay sau khi hành tinh này hình thành. Vệ tinh này được cấu tạo từ băng và đá với lượng xấp xỉ bằng nhau, và có khả năng có sự phân biệt giữa lõi đá và lớp phủ băng. Một tầng nước lỏng có thể tồn tại ở ranh giới giữa lõi và lớp phủ. Bề mặt của Oberon, có màu đen và đỏ nhạt, có lẽ ban đầu đã được định hình chủ yếu do va chạm với các tiểu hành tinh và sao chổi. Nó được bao phủ bởi nhiều hố va chạm đạt đường kính đến 210 km. Oberon sở hữu một hệ thống các chasmata (địa hào hoặc sườn) được hình thành từ sự mở rộng các thành phần bên trong vào thời kỳ đầu tiến hoá của thiên thể này.
Hệ thống vệ tinh Sao Thiên Vương chỉ được nghiên cứu kỹ càng một lần bởi tàu không gian Voyager 2 vào tháng 1 năm 1986. Nó đã chụp nhiều hình ảnh về Oberon, cho phép con người có thể lập được bản đồ về 40% diện tích bề mặt Oberon.

## Khám phá và đặt tên

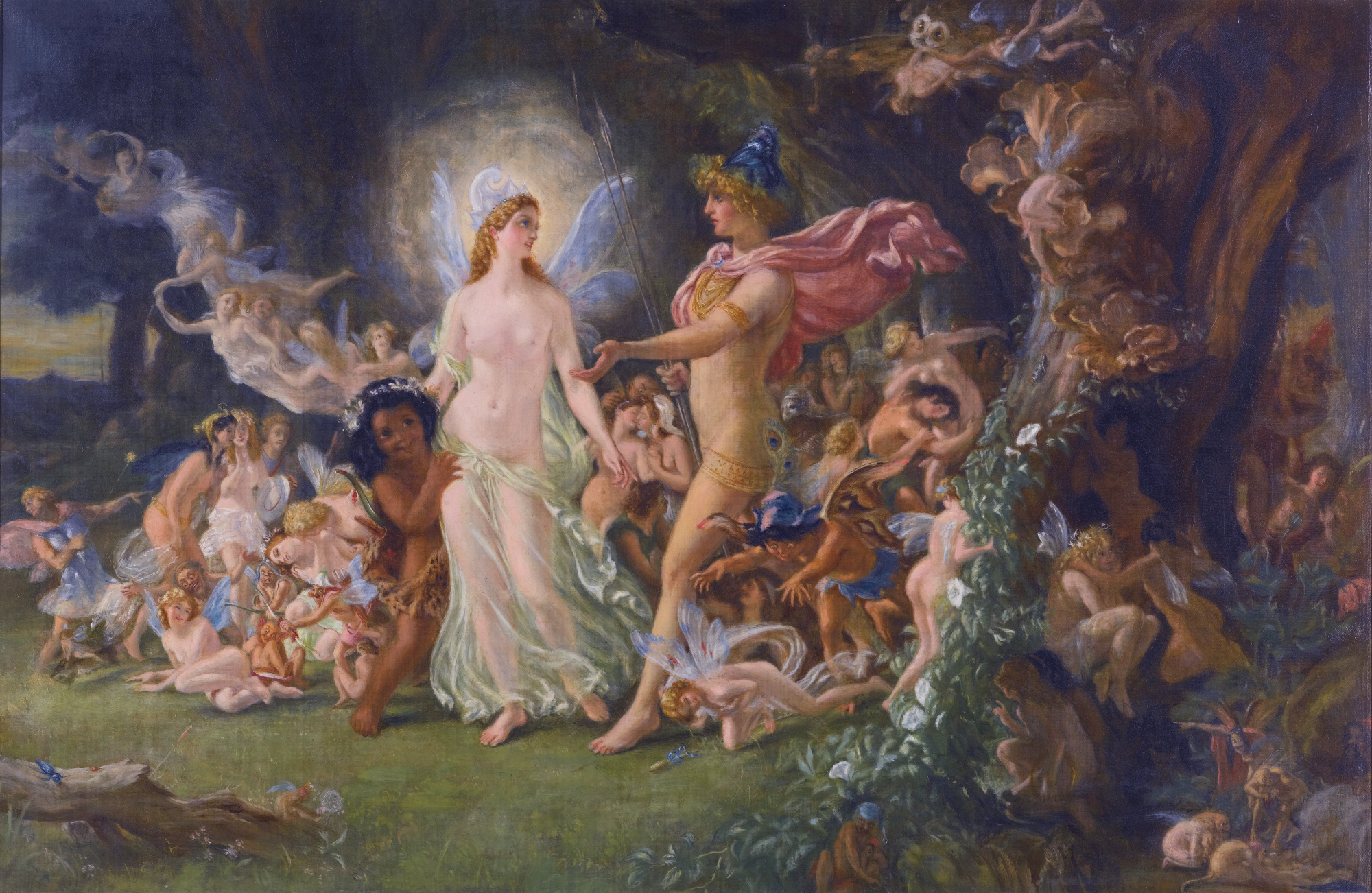
Hoàng hậu Titania và vua Oberon giữa bầy tiên nhỏ, tranh của Sir Joseph Noel Paton (1849)

Ngày 11 tháng 1 năm 1787, nhà thiên văn học người Anh gốc Đức William Herschel phát hiện vệ tinh Oberon; cũng trong cùng ngày ông cũng đã phát hiện ra vệ tinh lớn nhất của Sao Thiên Vương, Titania. Sau đó ông còn báo cáo về việc phát hiện ra thêm bốn vệ tinh khác, mặc dù sau đó chúng được xác nhận là giả. Gần năm mươi năm sau khi được phát hiện, Titania và Oberon không được quan sát bởi bất kỳ dụng cụ nào khác ngoài dụng cụ của William Herschel, mặc dù các vệ tinh này ngày nay có thể được quan sát từ Trái Đất bởi các kính viễn vọng nghiệp dư cao cấp.
Tất cả các vệ tinh của Sao Thiên Vương được đặt tên theo các nhân vật trong các tác phẩm của William Shakespeare hay Alexander Pope. Tên Oberon được đặt theo Oberon, vua của các tiên trong Giấc mộng đêm hè. Tên của bốn vệ tinh phát hiện đầu tiên được con trai của Herschel, John đề nghị vào năm 1852, theo yêu cầu của William Lassell, người đã phát hiện ra hai vệ tinh khác, Ariel và Umbriel, một năm trước đó. Oberon và Titania được coi là những vệ tinh đầu tiên không được đặt tên theo các nhân vật thần thoại Hy Lạp, khởi xướng bởi John Herschel. Dạng tính từ của tên vệ tinh là Oberonian, /ˌɒbəˈroʊniən/.
Oberon ban đầu được gọi là "vệ tinh thứ hai của Sao Thiên Vương", vào năm 1848 được nhà thiên văn học người Anh William Lassell định danh là Uranus II, bởi dù ông đôi khi sử dụng cách đánh số của William Herschel (trong đó Titania và Oberon là II và IV). Năm 1851, Lassell cuối cùng đã đánh số tất cả bốn vệ tinh được biết lúc bấy giờ dựa theo khoảng cách của chúng tới Sao Thiên Vương bằng số La Mã, và từ đó Oberon được định danh là Uranus IV.

## Quỹ đạo
Quỹ đạo Oberon cách Sao Thiên Vương khoảng 584,000 km, xa nhất trong số năm vệ tinh lớn. Quỹ đạo Oberon có độ nghiêng và độ lệch tâm nhỏ tương đối so với xích đạo Sao Thiên Vương. Chu kỳ quỹ đạo của nó khoảng 13,5 ngày, trùng với chu kỳ tự quay. Nói cách khác, Oberon là một vệ tinh đồng bộ bị khóa thủy triều, với một mặt luôn hướng về hành tinh. Một phần đáng kể quỹ đạo Oberon nằm bên ngoài từ quyển Sao Thiên Vương. Kết quả là bề mặt của nó bị bắn phá trực tiếp dưới gió Mặt Trời. Điều này rất quan trọng, bởi vì bán cầu kéo theo (trailing hemispheres) của vệ tinh di chuyển phía trong từ quyển sẽ bị tấn công bởi plasma từ quyển, vốn quay cùng hành tinh. Sự oanh tạc này có thể dẫn đến sự tối đi phần bán cầu kéo theo, việc này đã thực sự được quan sát ở tất cả các vệ tinh của Sao Thiên Vương trừ Oberon (xem phía dưới).
Bởi vì Sao Thiên Vương di chuyển gần như là lăn quanh Mặt Trời, và quỹ đạo các vệ tinh của nó gần như nằm trên mặt phẳng xích đạo của hành tinh, chúng (kể cả Oberon) cùng phải chịu một chu kỳ mùa cực dài. Cả hai bán cầu Bắc và bán cầu Nam ở trong bóng tối 42 năm, và 42 năm trong ánh sáng Mặt Trời, với Mặt Trời mọc gần thiên đỉnh trên một trong các cực tại mỗi điểm chí. Khi Voyager 2 bay qua Nam bán cầu của Oberon, trùng với ngày hạ chí năm 1986, khi mà gần như toàn bộ Bắc bán cầu chìm trong bóng tối. Cứ mỗi 42 năm, Sao Thiên Vương lại đến điểm phân và mặt phẳng xích đạo của nó giao cắt với Trái Đất, các vệ tinh của Sao Thiên Vương có thể che khuất lẫn nhau. Một trong số các lần đó, kéo dài 6 phút, được quan sát ngày 4 tháng 5 năm 2007, khi Oberon che khuất Umbriel.

## Thành phần và cấu trúc bên trong

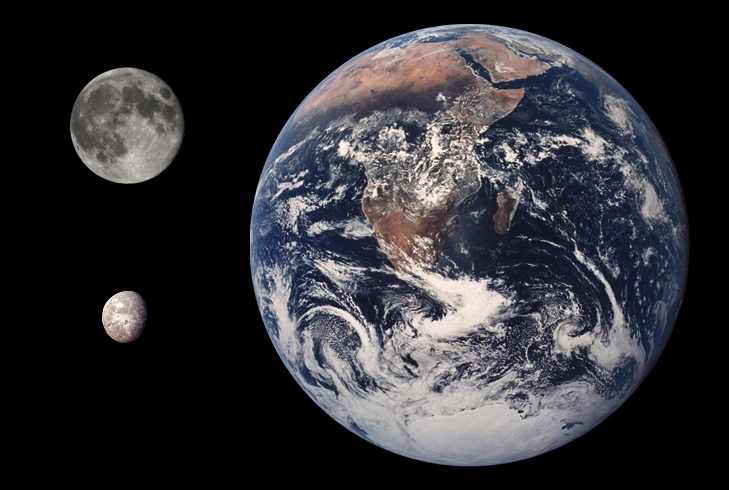
So sánh kích thước của Trái Đất, Mặt Trăng và Oberon.

Oberon là vệ tinh lớn và nặng thứ hai của Sao Thiên Vương sau Titania, và là vệ tinh nặng thứ 9 trong Hệ Mặt Trời. Tuy nhiên, nó vẫn là vệ tinh lớn thứ mười tính theo kích thước bởi vì Rhea, vệ tinh lớn thứ hai của Sao Thổ và là vệ tinh lớn thứ chín, có kích thước gần bằng Oberon mặc dù Rhea lớn hơn Oberon khoảng 0,4%, mặc dù Oberon nặng hơn Rhea về khối lượng. Khối lượng riêng của Oberon là 1,63 g/cm³, cao hơn khối lượng riêng điển hình của các vệ tinh của Sao Thổ, chỉ ra rằng có sự cân bằng giữa tỉ lệ băng và một thành phần đậm đặc không phải băng. Thành phần thứ hai có thể được cấu tạo từ đá và vật chất giàu carbon bao gồm hợp chất hữu cơ nặng. Sự tồn tại của nước đá kết tinh trên bề mặt của vệ tinh được nhận dạng thông qua việc quan sát quang phổ. Dải hấp thụ băng ở bán cầu kéo theo thì mạnh hơn ở bán cầu dẫn đường (leading hemisphere). Việc này trái ngược với các quan sát trên các vệ tinh Sao Thiên Vương khác, nơi mà bằng chứng về dấu hiệu của băng mạnh hơn trên bán cầu dẫn đường. Nguyên nhân của sự bất đối xứng này vẫn chưa rõ, nhưng có thể liên quan đến va chạm làm vườn (Impact gardening) (sự tạo đất do va chạm) bề mặt diễn ra mạnh mẽ hơn trên bán cầu dẫn đường. Va chạm thiên thạch có xu hướng làm bắn (văng ra) băng từ bề mặt, để lại vật chất màu đen không phải băng phía sau. Vật chất màu đen tự nó có thể hình thành từ quá trình bức xạ clathrate mêtan hay bức xạ tối các vật chất hữu cơ khác.
Oberon có thể có một lõi đá tách biệt được bao quanh bởi một lớp phủ băng. Trong trường hợp này, bán kính lõi (480 km) sẽ bằng khoảng 63% bán kính vệ tinh, và khối lượng bằng 54% khối lượng vệ tinh. Áp suất của phần tâm Oberon vào khoảng 0,5 GPa (5 kbar). Tình trạng hiện tại của lớp phủ băng là không rõ ràng. Nếu băng chứa đủ amonia hay chất chống đông khác, Oberon có thể có một đại dương nước nằm giữa lõi và lớp phủ. Độ dày của đại dương này, nếu tồn tại, có thể lên đến 40 km và nhiệt độ vào khoảng 180 K (gần với nhiệt độ eutecti của nước-amoniac là 176 K). Tuy nhiên, cấu trúc bên trong của Oberon phụ thuộc nhiều vào lịch sử nhiệt của nó, mà hiện nay ít được biết đến.

## Đặc trưng bề mặt và địa chất

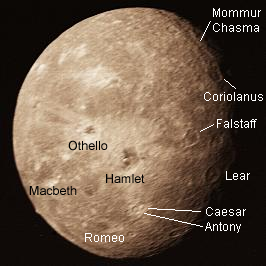
Ảnh của Obero. Tất cả các tên đặc trưng bề mặt được chú thích.

Oberon là vệ tinh tối thứ hai trong số năm vệ tinh lớn của Sao Thiên Vương sau Umbriel. Bề mặt của nó cho thấy một hiệu ứng xung đối mạnh mẽ: sự phản xạ của nó giảm từ 31% ở góc pha 0° (suất phản chiếu hình học) tới 22% ở góc khoảng 1°. Oberon có suất phản chiếu Bond thấp, khoảng 14%. Bề mặt của nó nói chung có màu đỏ, ngoại trừ các lớp trầm tích do va chạm mới có màu trung tính hoặc màu xanh nhạt. Trong thực tế, Oberon là vệ tinh đỏ nhất trong các vệ tinh lớn của Sao Thiên Vương. Màu bán cầu dẫn đường và kéo theo không giống nhau: bán cầu thứ hai đỏ hơn bán cầu thứ nhất, bởi vì nó chứa nhiều vật chất màu đỏ đậm hơn. Bề mặt hóa đỏ thường là kết quả của sự phong hoá không gian do bị oanh tạc bề mặt bởi các hạt bị biến đổi và các vi thiên thạch trong suốt lịch sử Hệ Mặt Trời. Tuy nhiên, sự bất đối xứng màu sắc của Oberon có nhiều khả năng xuất phát từ sự bồi tụ vật chất màu đỏ đến từ phía ngoài hệ Sao Thiên Vương, có thể là từ các vệ tinh dị hình.
Các nhà khoa học đã ghi nhận hai nhóm yếu tố địa chất đặc trưng trên Oberon: miệng hố và chasmata ('hẻm núi'—những chỗ trũng sâu, kéo dài, có sườn dốc mà có lẽ sẽ được mô tả là thung lũng tách giãn hoặc vách đứng nếu có trên Trái Đất). Bề mặt cổ của Oberon bị bao phủ bởi nhiều miệng hố nhất trong số tất cả vệ tinh Sao Thiên Vương, với mật độ các miệng hố gần đạt đến mức bão hoà—khi sự hình thành một miệng hố mới được cân bằng với việc phá huỷ miệng hố cũ. Phạm vi đường kính của các miệng hố từ vài kilômét nhỏ nhất cho đến 206 kilômét của hố lớn nhất hiện nay là Hamlet. Nhiều miệng hố lớn được bao quanh bởi vật chất phun trào do va chạm (tia). Các hố lớn nhất, Hamlet, Othello và Macbeth, có đáy được tạo thành từ các vật chất màu đen được lắng đọng sau khi chúng hình thành. Một chóp có chiều cao khoảng 11 km đã được quan sát từ một số bức hình của Voyager ở gần rìa Đông Nam Oberon, mà có thể là chóp trung tâm của một lòng chảo va chạm lớn với đường kính khoảng 375 km. Bệ mặt Oberon bị chia cắt bởi hệ thống các hẻm núi, tuy không phổ biến như các hẻm núi trên Titania. Các mặt của hẻm núi có lẽ là những sườn được tạo ra bởi các đứt gãy thuận có thể có cả cũ lẫn mới. Hẻm núi nổi bật nhất trên Oberon là Mommur Chasma.
Địa chất của Oberon chịu ảnh hưởng bởi hai lực đối lập: sự hình thành hố va chạm và tái tạo bề mặt có nguồn gốc nội sinh. Các hố va chạm diễn ra trong suốt lịch sử hình thành vệ tinh này và góp phần lớn tạo nên diện mạo ngày nay của nó. Quá trình thứ hai xảy ra trong thời kỳ sau khi Oberon hình thành. Quá trình nội sinh là sự kiến tạo chủ yếu trong tự nhiên và dẫn đến sự hình thành các hẻm núi, và đã thực sự tạo ra các vết nứt khổng lồ trên vỏ băng. Các hẻm núi đã xoá bỏ một phần bề mặt cũ. Các vết nứt trên lớp vỏ được gây ra bởi sự nở rộng Oberon khoảng 0,5%, xảy ra trong 2 giai đoạn ứng với các hẻm núi mới và cũ.
Bản chất của các mảng tối, vốn tồn tại chủ yếu trên bán cầu dẫn đường và trong các miệng hố, vẫn chưa được biết. Một số nhà khoa học đưa ra giả thuyết rằng chúng có nguồn gốc từ núi lửa băng (tương tự như các biển Mặt Trăng), trong khi một số khác nghĩ rằng các vụ va chạm đã đào lên vật chất đen vốn bị chôn vùi dưới lớp băng (lớp vỏ).
| Đặc trưng | Tên đặt theo            | Kiểu     | Chiều dài (đường kính), km | Toạ độ                            |
| --- | ----------------------- | -------- | -------------------------- | --------------------------------- |
| Mommur Chasma | Mommur, French folklore | Chasma   | 537                        | 16°18′N 323°30′Đ / 16,3°N 323,5°Đ |
| Antony | Mark Antony             | Miệng hố | 47                         | 27°30′N 65°24′Đ / 27,5°N 65,4°Đ   |
| Caesar | Julius Caesar           | Miệng hố | 76                         | 26°36′N 61°06′Đ / 26,6°N 61,1°Đ   |
| Coriolanus | Coriolanus              | Miệng hố | 120                        | 11°24′N 345°12′Đ / 11,4°N 345,2°Đ |
| Falstaff | Falstaff                | Miệng hố | 124                        | 22°06′N 19°00′Đ / 22,1°N 19°Đ     |
| Hamlet | Hamlet                  | Miệng hố | 206                        | 46°06′N 44°24′Đ / 46,1°N 44,4°Đ   |
| Lear | King Lear               | Miệng hố | 126                        | 5°24′N 31°30′Đ / 5,4°N 31,5°Đ     |
| MacBeth | Macbeth                 | Miệng hố | 203                        | 58°24′N 112°30′Đ / 58,4°N 112,5°Đ |
| Othello | Othello                 | Miệng hố | 114                        | 66°00′N 42°54′Đ / 66°N 42,9°Đ     |
| Romeo | Romeo                   | Miệng hố | 159                        | 28°42′N 89°24′Đ / 28,7°N 89,4°Đ   |
| Đặc trưng bề mặt Oberon được đặt tên theo các nhân vật nam và địa điểm gắn liền với những tác phẩm của Shakespeare. |                         |          |                            |                                   |